# Romance op. 67 de Saint-Saëns
Pour les articles homonymes, voir Romance (Saint-Saëns).
La Romance, op. 67, est une pièce pour cor (ou violoncelle) avec accompagnement de piano (ou d'orchestre) de Camille Saint-Saëns composée en 1866 et publiée en 1885.

## Présentation
La Romance op. 67 est composée en 1866 (le manuscrit autographe de la version pour cor et orchestre est daté « février 1866 ») mais publiée par J. Hamelle plus tardivement, en 1885. L'œuvre est une adaptation du quatrième mouvement, Romance, de la Suite op. 16 pour violoncelle et piano composée par Saint-Saëns en 1862 et parue en 1866,.
Si la partie soliste de cor diffère peu de la version originelle pour violoncelle, ce n'est pas le cas de l'accompagnement, qui a été repensé par l'auteur. La pièce est écrite pour cor ou violoncelle avec accompagnement de piano ou d'orchestre, et la version pour violoncelle de l'opus 67, publiée par Hamelle la même année que celle pour cor, conserve les changements adoptés, se distinguant ainsi de la Romance de l'opus 16.
La pièce est dédiée à Henri Chaussier, artiste virtuose du cor naturel,.
La première exécution publique de l'œuvre est possiblement donnée le 1er février 1885 aux Concerts modernes du Cirque d’hiver, avec le dédicataire en soliste.

## Orchestration
L'instrumentation de la version orchestrale requiert :
| Instrumentation de la Romance                                        |
| Bois                                                                 |
| 3 flûtes, 2 bassons                                                  |
| Cordes                                                               |
| premiers violons, seconds violons, altos, violoncelles, contrebasses |

## Structure
La Romance, d'une durée moyenne d'exécution de huit minutes environ, est en mi majeur, à 
, Adagio, et fait 93 mesures.
La pièce porte le numéro d'opus 67 et, dans le catalogue des œuvres du compositeur établi par la musicologue Sabina Teller Ratner, le numéro 189.
Aux côtés de la Romance op. 36, l'œuvre figure en bonne place au répertoire des cornistes.

## Discographie
- Camille Saint-Saëns : Musique de chambre avec vents, CD 1, André Cazalet (cor) et Laurent Wagschal (piano), Indésens Records 010, 2010[7].
- Saint-Saëns : Music for Wind Instruments, Lawrence Vine (cor) et Stéphane Lemelin (piano), Naxos 8.570964, 2010.
- Saint-Saëns : Chamber Music, Alessio Allegrini (cor) et Akane Makita (piano), Brilliant Classics 95165, 2015.

### Éditions
- Camille Saint-Saëns, Romance en mi  pour cor ou violoncelle, J. Hamelle, 1885 (lire en ligne).
- Camille Saint-Saëns (préf. Dominik Rahmer), Romances pour cor et piano, G. Henle Verlag, coll. « Urtext », 2013 (ISMN 979-0-2018-1167-3, présentation en ligne, lire en ligne).

### Ouvrages
- (en) Sabina Teller Ratner, Camille Saint-Saëns 1835-1921 : A Thematic Catalogue of his Complete Works, vol. I : The Instrumental Works, Oxford University Press, 2002, 628 p. (ISBN 0-19-816320-7).
- Jean Gallois, Camille Saint-Saëns, Liège, Mardaga, coll. « Musique-Musicologie », 2004 (ISBN 2-87009-851-0).
- Fabien Guilloux, « Le cor est un instrument merveilleux », dans Fabien Guilloux et Emanuele Marconi (dir.), Un souffle de modernité ! : Camille Saint-Saëns et les instruments à vent, Le Musée des instruments à vent / Institut de Recherche en Musicologie, 2021, 295 p. (ISBN 978-2-9573-5291-3), p. 120-121.